# Glomel
Glomel é uma comuna francesa na região administrativa da Bretanha, no departamento Côtes-d'Armor. Estende-se por uma área de 80,94 km². Em 2010 a comuna tinha 1 411 habitantes (densidade: 17,4 hab./km²).